# Унейовиці
Унейовиці (пол. Uniejowice, нім. Leisersdorf) — село в Польщі, у гміні Загродно Злоторийського повіту Нижньосілезького воєводства.
Населення — 692 особи (2011).
У 1975-1998 роках село належало до Легницького воєводства.

## Демографія
Демографічна структура станом на 31 березня 2011 року:
|          | Загалом | Допрацездатний вік | Працездатний вік | Постпрацездатний вік |
| -------- | ------- | ------------------ | ---------------- | -------------------- |
| Чоловіки | 347     | 65                 | 252              | 30                   |
| Жінки    | 345     | 68                 | 190              | 87                   |
| Разом    | 692     | 133                | 442              | 117                  |